# José Ignacio González Catalán
José Ignacio González Catalán (Viña del Mar, Chile, 2 de diciembre de 1989), conocido futbolísticamente como Ignacio González es un futbolista profesional chileno que se desempeña como guardameta en Everton de la Primera División de Chile.

## Carrera

### Colo-Colo
Se formó en las divisiones inferiores de Colo-Colo. En el año 2008 es ascendido al primer equipo de Colo-Colo, siendo designado como cuarto arquero, por detrás de Cristián Muñoz, Rainer Wirth y Raúl Olivares. Durante 2009 y 2010 se mantuvo sin debutar, alternando continuidad en las cadetes del cuadro albo y jugando con el equipo de futsal en el Campeonato Nacional de Futsal ANFP. El año 2011 es enviado a préstamo a Deportes Puerto Montt por una temporada, para disputar la Primera B.
Finalizado dicho préstamo, retorna a Colo-Colo. Durante la pretemporada fue el tercer arquero del equipo, por detrás de Francisco Prieto y Raúl Olivares, pero un error de Raúl Olivares en los partidos de pretemporada, que terminaría perdiendo Colo-Colo, forja la salida de este del club, y González sería el segundo arquero. Todo marchaba bien, hasta incluso, jugó 30 minutos en la Noche Alba frente a Alianza de Lima, haciendo su debut no profesional por la casequilla alba, pero hasta que la dirigencia trajo al portero venezolano Renny Vega, titular de la Selección de fútbol de Venezuela, lo que hacía relegar a González nuevamente como tercer arquero. Debido a la creación de la Segunda División de Chile, la cual sería la tercera categoría, vuelve a crearse el Colo-Colo B, pero esta vez como Colo-Colo Filial. Nacho González baja a la Filial por decisión propia, y ataja en la mayoría de los encuentros de la primera parte del Torneo. 
Debido al mal rendimiento de Francisco Prieto, González vuelve a subir al primer equipo, ahora como segundo arquero, de la mano de Luis Pérez, y ante la desconsideración de Prieto, González es ratificado como segundo arquero para el Torneo de Clausura 2012 por el nuevo técnico albo Omar Labruna, por detrás de Renny Vega.
Como curiosidad, González es el único jugador en la historia de Colo-Colo, en jugar en dos generaciones distintas del equipo "B" o Filial, además de ser el jugador con partidos más jugados de la historia por el Colo-Colo Filial.

### Puerto Montt
Con Deportes Puerto Montt empieza como segundo arquero, debido a las irregulares actuaciones de Carlos Espinoza, el arquero titular del elenco salmonero, Nacho González tiene una oportunidad de mostrarse, apareciendo como titular en el partido contra Deportes Concepción, el partido termina con derrota 2-0, pero González deja una gran imagen disputando más encuentros seguidos y peleando un puesto de titular, incluso fue nominado a la Selección Chilena Sub-25 de la Primera "B". Al finalizar la temporada, González totaliza 16 encuentros con 18 goles en contra. Debido al buen rendimiento, Ivo Basay pide su regreso para el 2012. 

### Everton
El día 4 de enero de 2013, se incorporó en calidad de préstamo a Everton de Viña del Mar para defender la camiseta del elenco viñamarino durante la temporada 2013.
El sábado 26 de enero del mismo año, hizo su debut oficial en el cuadro oro y cielo ingresando como titular en el duelo de la primera fecha del Torneo de Transición ante Ñublense en Chillán, debido a que el primer arquero y capitán del equipo, Gustavo Dalsasso, se encontraba suspendido por acumulación de tarjetas amarillas.

## Estadísticas
Actualizado al último partido disputado el 2 de diciembre de 2023.
| Deportes Puerto Montt · Chile                                                                                     | 2.ª              | 2011             | 16  | -18  | —  | —   | —  | —   | 16  | -18  |
| Deportes Puerto Montt · Chile                                                                                     | Total club       | Total club       | 16  | -18  | 0  | 0   | 0  | 0   | 16  | -18  |
| Colo-Colo · Chile                                                                                                 | 1.ª              | 2012             | 3   | -3   | 4  | -8  | —  | —   | 7   | -11  |
| Colo-Colo 'B' · Chile                                                                                             | 3.ª              | 2012             | 17  | -33  | —  | —   | —  | —   | 17  | -33  |
| Colo-Colo 'B' · Chile                                                                                             | Total club       | Total club       | 17  | -33  | 0  | 0   | 0  | 0   | 17  | -33  |
| Everton · Chile                                                                                                   | 1.ª              | 2013             | 2   | -1   | —  | —   | —  | —   | 2   | -1   |
| Everton · Chile                                                                                                   | 1.ª              | 2013-14          | —   | —    | 2  | -3  | —  | —   | 2   | -3   |
| Colo-Colo · Chile                                                                                                 | 1.ª              | 2014-15          | —   | —    | —  | —   | —  | —   | 0   | 0    |
| Colo-Colo · Chile                                                                                                 | Total club       | Total club       | 3   | -3   | 4  | -8  | 0  | 0   | 7   | -11  |
| Deportes Copiapó · Chile                                                                                          | 2.ª              | 2015-16          | 30  | -31  | 8  | -10 | —  | —   | 38  | -41  |
| Deportes Copiapó · Chile                                                                                          | Total club       | Total club       | 30  | -31  | 8  | -10 | 0  | 0   | 38  | -41  |
| Palestino · Chile                                                                                                 | 1.ª              | 2016-17          | 4   | -5   | 2  | -1  | 1  | -1  | 7   | -7   |
| San Luis · Chile                                                                                                  | 1.ª              | 2017             | 15  | -20  | 5  | -6  | —  | —   | 20  | -26  |
| San Luis · Chile                                                                                                  | 1.ª              | 2018             | 29  | -46  | 2  | -2  | —  | —   | 31  | -48  |
| San Luis · Chile                                                                                                  | Total club       | Total club       | 44  | -66  | 7  | -8  | 0  | 0   | 51  | -74  |
| Palestino · Chile                                                                                                 | 1.ª              | 2019             | 4   | -5   | 3  | -8  | 10 | -12 | 17  | -25  |
| Palestino · Chile                                                                                                 | Total club       | Total club       | 8   | -10  | 5  | -9  | 11 | -13 | 24  | -32  |
| Deportes Antofagasta · Chile                                                                                      | 1.ª              | 2020             | 23  | -29  | —  | —   | —  | —   | 23  | -29  |
| Deportes Antofagasta · Chile                                                                                      | 1.ª              | 2021             | 3   | -4   | —  | —   | —  | —   | 3   | -4   |
| Deportes Antofagasta · Chile                                                                                      | Total club       | Total club       | 26  | -33  | 0  | 0   | 0  | 0   | 26  | -33  |
| O'Higgins · Chile                                                                                                 | 1.ª              | 2023             | 24  | -26  | 4  | -3  | 0  | 0   | 28  | -29  |
| O'Higgins · Chile                                                                                                 | Total club       | Total club       | 24  | -26  | 4  | -3  | 0  | 0   | 28  | -29  |
| Everton · Chile                                                                                                   | 1.ª              | 2024             | 0   | 0    | 0  | 0   | —  | —   | 0   | 0    |
| Everton · Chile                                                                                                   | Total club       | Total club       | 2   | -1   | 2  | -3  | 0  | 0   | 4   | -4   |
| Total en carrera                                                                                                  | Total en carrera | Total en carrera | 170 | -221 | 30 | -41 | 11 | -13 | 211 | -275 |
| (1) Incluye datos de Copa Chile y Supercopa de Chile. (2) Incluye datos de Copa Sudamericana y Copa Libertadores. |                  |                  |     |      |    |     |    |     |     |      |

## Palmarés

### Torneos nacionales
| Título           | Equipo           | País  | Año    |
| ---------------- | ---------------- | ----- | ------ |
| Primera División | C.S.D. Colo-Colo | Chile | 2008-C |
| Primera División | C.S.D. Colo-Colo | Chile | 2009-C |

### Distinciones individuales
| Distinción                         | Año  |
| ---------------------------------- | ---- |
| Mejor Portero del Torneo de Futsal | 2010 |